# Cañizares (kommunhuvudort)
Cañizares är en kommunhuvudort i Spanien.   Den ligger i provinsen Provincia de Cuenca och regionen Kastilien-La Mancha, i den centrala delen av landet, 130 km öster om huvudstaden Madrid. Cañizares ligger 1 061 meter över havet och antalet invånare är 595.
Terrängen runt Cañizares är kuperad, och sluttar västerut.  Trakten runt Cañizares är nära nog obefolkad, med mindre än två invånare per kvadratkilometer. Närmaste större samhälle är Priego, 12,9 km sydväst om Cañizares. 